# Награда Удружења телевизијских филмских критичара за најбољу глумицу у споредној улози
Награда Удружења телевизијских филмских критичара за најбољу глумицу у споредној улози (енгл. Broadcast Film Critics Association Award for Best Supporting Actress) се додељује од 1995. године глумицама које су по мишљењу филмских критичара оствариле најбоље споредне улоге. Награду су 2005. године добиле две глумице. Додела се одржава у јануару, а награђују се најбоље глумице у протеклој години.

## Награђене и номиноване

### 1990е
- 1995 - Мира Сорвино - „Моћна Афродита“
- 1996 - Џоун Ален - „Искушење“
- 1997 - Џоун Кјузак - „Тамо овамо“
- 1998 - Кети Бејтс - „Председничке боје“
- 1999 - Анџелина Жоли - „Неприлагођена“

### 2000е
- 2000 - Франсес Макдорманд - „Корак до славе“ и „Златни момци“

- 2001 - Џенифер Конели - „Блистави ум“
  - Камерон Дијаз - „Небо боје ваниле“
  - Мариса Томеј - „У спаваћој соби“

- 2002 - Кетрин Зита-Џоунс - „Чикаго“
  - Кети Бејтс - „Све о Шмиту“
  - Мерил Стрип - „Адаптација“

- 2003 - Рене Зелвегер - „Хладна планина“
  - Патриша Кларксон - „Растрзана Ејприл“
  - Марша Геј Харден - „Мистична река“
  - Холи Хантер - „Тринаест“
  - Скарлет Џохансон - „Изгубљени у преводу“

- 2004 - Вирџинија Мадсен - „Странпутице“
  - Кејт Бланчет - „Авијатичар“
  - Лора Лини - „Кинси“
  - Натали Портман - „Блискост“
  - Кејт Винслет - „У потрази за Недођијом“

- 2005 - Ејми Адамс - „Придошлица“
- 2005 - Мишел Вилијамс - „Планина Броукбек“
  - Марија Бело - „Насилничка прошлост“
  - Кетрин Кинер - „Капоте“
  - Франсес Макдорманд - „Северна земља“
  - Рејчел Вајс - „Брижни баштован“

- 2006 - Џенифер Хадсон - „Девојке из снова“
  - Адријана Бараза - „Вавилон“
  - Ринко Кикучи - „Вавилон“
  - Кејт Бланчет - „Белешке о скандалу“
  - Кетрин О’Хара - „Филм вредан пажње“
  - Ема Томпсон - „Више од маште“

- 2007 - Ејми Рајан - „Нестала“
  - Кејт Бланчет - „Нема ме“
  - Кетрин Кинер - „У дивљину“
  - Ванеса Редгрејв - „Покајање“
  - Тилда Свинтон - „Мајкл Клејтон“

- 2008 - Кејт Винслет - „Читач“
  - Пенелопе Круз - „Љубав у Барселони“
  - Вајола Дејвис - „Сумња“
  - Вера Фармига - „Председничка игра“
  - Тараџи П. Хенсон - „Необичан случај Бенџамина Батона“
  - Мариса Томеј - „Рвач“

- 2009 - Мо‘Ник - „Драгоцена“
  - Марион Котијар - „Девет“
  - Вера Фармига - „У ваздуху“
  - Ана Кендрик - „У ваздуху“
  - Џулијана Мур - „Самац“
  - Саманта Мортон - „Гласник“

### 2010е
- 2010 - Мелиса Лио - „Боксер“
  - Ејми Адамс - „Боксер“
  - Хелена Бонам Картер - „Краљев говор“
  - Мила Кунис - „Црни лабуд“
  - Хејли Стајнфелд - „Човек звани храброст“
  - Џеки Вивер - „Животињско царство“

- 2011 - Октавија Спенсер - „Служавке“
  - Џесика Честејн - „Служавке“
  - Кери Малиган - „Срам“
  - Мелиса Макарти - „Деверуше“
  - Шејлин Вудли - „Потомци“
  - Беренис Бежо - „Уметник“

- 2012 - Ен Хатавеј - „Јадници“
  - Џуди Денч - „Скајфол“
  - Сали Филд - „Линколн“
  - Хелен Хант - „Сеансе“
  - Ејми Адамс - „Мастер“
  - Ен Дауд - „Сагласност“

- 2013 - Лупита Нјонго - „Дванаест година ропства“
  - Скарлет Џохансон - „Она“
  - Џенифер Лоренс - „Америчка превара“
  - Џулија Робертс - „Август у округу Осејџ“
  - Џун Сквиб - „Небраска“
  - Опра Винфри - „Батлер“

- 2014 - Патриша Аркет - „Одрастање“
  - Џесика Частејн - „Најнасилнија година“
  - Кира Најтли - „Игра имитације“
  - Ема Стоун - „Човек Птица“
  - Мерил Стрип - „Зачарана шума“
  - Тилда Свинтон - „Ледоломац“

- 2015 - Алисија Викандер - „Данкиња“
  - Џенифер Џејсон Ли - „Подлих осам“
  - Руни Мара - „Керол“
  - Рејчел Макадамс - „У фокусу“
  - Хелен Мирен - „Трамбо“
  - Кејт Винслет - „Стив Џобс“

- 2016 - Вајола Дејвис - „Ограде“
  - Грета Гервиг - „Жене 20. века“
  - Наоми Харис - „Месечина“
  - Никол Кидман - „Лав“
  - Џанел Моне - „Скривене бројке“
  - Мишел Вилијамс - „Манчестер поред мора“

- 2017  - Алисон Џени - „Ја, Тоња“
  - Мери Џеј Блајџ - „Земљи обећани“
  - Хонг Чау - „Смањивање“
  - Тифани Хадиш - „Девојке на путу“
  - Холи Хантер - „Моја љубавна прича“
  - Лори Меткалф - „Лејди Берд“
  - Октавија Спенсер - „Облик воде“

- 2018  - Реџина Кинг - „Шапат улице“
  - Ејми Адамс - „Човек из сенке“
  - Клер Фој - „Први човек на месецу“
  - Никол Кидман - „Избрисани дечак“
  - Ема Стоун - „Миљеница“
  - Рејчел Вајс - „Миљеница“

- 2019  - Лора Дерн - „Прича о браку“
  - Скарлет Џохансон - „Зец Џоџо“
  - Џенифер Лопез - „Преваранткиње са Вол Стрита“
  - Флоренс Пју - „Мале жене“
  - Марго Роби - „Оне су бомбе“
  - Жао Шужен - „The Farewell“

### 2020е
- 2020 - Марија Бакалова - „Борат: Накнадни филм“
  - Елен Берстин - „Комади жене“
  - Глен Клоус - „Горштачка елегија“
  - Оливија Колман - „Отац“
  - Аманда Сајфред - „Манк“
  - Јун Ју-јунг - „Минари“
- 2021 - Аријана Дебоз - „Прича са западне стране“
  - Катрина Балф - „Белфаст“
  - Кирстен Данст - „Моћ пса“
  - Ен Дауд - „Миса“
  - Аунџану Елис - „Краљ Ричард: Предност у игри“
  - Рита Морено - „Прича са западне стране“
- 2022 - Анџела Басет - „Црни Пантер: Ваканда заувек“
  - Џеси Бакли - „Жене говоре“
  - Кери Кондон - „Духови острва“
  - Џејми Ли Кертис - „Све у исто време“
  - Стефани Шу - „Све у исто време“
  - Џанел Моне - „Нож у леђа: Стаклени лук“
- 2023 - Да’Вајн Џој Рандолф - „Бартонова академија“
  - Емили Блант - „Опенхајмер“
  - Данијела Брукс - „Боја пурпура“
  - Америка Ферера - „Барби“
  - Џоди Фостер - „Најад“
  - Џулијана Мур - „Мај децембар“
- 2024 - Зои Салдана - „Емилија Перез“
  - Данијела Дедвајлер - „The Piano Lesson“
  - Аунџану Елис Тејлор - „Момци из Никла“
  - Аријана Гранде - „Злица“
  - Маргарет Кволи - „Супстанца“
  - Изабела Роселини - „Конклава“